# Tamași
Tamași is een Roemeense gemeente in het district Bacău.
Tamași telt 3249 inwoners.